# Isidoro Perez
Isidoro Ismael „Izzy“ Perez III (* in Los Angeles, Los Angeles County, Kalifornien) ist ein US-amerikanischer Schauspieler.

## Leben
Perez wurde in Los Angeles geboren. Er wuchs mit mehreren Schwestern auf. Er studierte Theater- und Filmschauspiel an der California State University, Fullerton, die er 2017 mit dem Bachelor of Arts abschloss. Danach verfeinerte er seine Schauspielkenntnisse an der Andrew Wood Acting Academy. Er wirkte unter anderen in Bühnenstücken des The Chance Theater und des The Arena Theater mit. 2016 stellte er im Fernsehfilm Freedom Fighter die Hauptrolle des Christopher dar. Im Folgejahr war er im Kurzfilm The Uncanny Valley in einer Nebenrolle zu sehen. 2019 hatte er eine Episodenrolle in der Fernsehserie S.W.A.T. und Besetzungen in Natives und Underdog inne. 2021 stellte er die Rolle des Salles, Adjutant von Commander Moore, gespielt von Tom Sizemore, im Tierhorrorfilm Megalodon Rising – Dieses Mal kommt er nicht allein dar, der bei der Verteidigung eines Badestrandes von einem Megalodon gefressen wird. Im selben Jahr verkörperte er die Episodenrolle des Benny Wilkinson in der Fernsehserie 9-1-1.

## Filmografie (Auswahl)
- 2016: Freedom Fighter (Fernsehfilm)
- 2018: The Uncanny Valley (Kurzfilm)
- 2019: S.W.A.T. (Fernsehserie, Episode 2x17)
- 2019: Natives (Kurzfilm)
- 2019: Underdog
- 2020: Blade Origins Fan Fiction (Kurzfilm)
- 2021: Megalodon Rising – Dieses Mal kommt er nicht allein (Megalodon Rising)
- 2021: 9-1-1 (Fernsehserie, Episode 5x06)
- 2022: Real Husbands of Hollywood (Miniserie, Episode 1x06)
- 2022: Snowfall (Fernsehserie, Episode 5x05)
- 2022: Boo, Bitch (Miniserie, Episode 1x01)

## Theater (Auswahl)
- In The Heights, Regie: O. Nguyen, The Chance Theater
- Hairspray, Regie: K. Hayter, The Chance Theater
- Bathroom Humor, Regie: S. Pence, The Arena Theater